# Scheno (Grecia)
Scheno (in greco Σχοίνος) era una città situata in Beozia, citata da Omero nel II libro dell'Iliade, il cosiddetto catalogo delle navi. 
La città è menzionata nelle Elleniche di Ossirinco: Scheno era una delle città che, insieme a Erythres, Scolo, Aulide e altre, non avevano mura difensive, che aveva fatto sinecismo con Tebe, città che grazie a questo raddoppiò il numero dei suoi abitanti. Ciò avvenne all'inizio della Guerra del Peloponneso.
Secondo Strabone, Scheno era a circa 50 stadi da Tebe. Egli ci rivela anche che ci sarebbe stato un fiume dallo stesso nome. 
La posizione è incerta: si è ipotizzato che fosse ad un'estremità del Lago Yliki, vicino al villaggio di Movriki. Dal momento che il lago è salito di livello quando il Lago Copaide fu prosciugato, le acque potrebbero aver coperto i resti dell'antica città.